# اینفوورلد
اینفوورلد (به انگلیسی: InfoWorld) یک رسانه برخط تجاری مرتبط با فناوری اطلاعات است که تحت لوای IDG Enterprise فعالیت می‌کند. این مجله در سال ۱۹۷۸ تحت عنوان نشریه ماشین‌های هوشمند (به انگلیسی: Intelligent Machines Journal) و توسط جیم وارن فعالیت خود را آغاز کرد و در اواخر ۱۹۷۹ به آی‌دی‌جی فروخته شد. در طی سال‌های بعد نشریه به InfoWorld تغیر نام داد. در سال‌های بعد نشریه کم‌کم به سمت الکترونیکی شدن سو گرفت و در ۲ آوریل ۲۰۰۷ آخرین نسخه چاپ شده آن منتشر شد و از آن پس تنها به صورت الکترونیکی منتشر می‌شود. مقر این نشریه در سن فرانسیسکو است و از کارکنان و نویسندگان آن از سرتاسر ایالات متحده در تهیه این نشریه مشارکت می‌کنند.